# Сержантова Альона Андріанівна
Сержантова Альона Андріанівна (6 травня 1998) — російська ватерполістка.
Призерка Чемпіонату світу з водних видів спорту 2017 року.